# Agrafiotis
L'Agrafiotis (in greco Αγραφιώτης?) è un fiume dell'Euritania, Grecia. Il fiume prende il nome da Agrafa, la regione montuosa in cui scorre. Il fiume nasce nei pressi del villaggio Agrafa nel nord dell'Euritania. Scorre a sud attraverso una valle con foreste e piccoli terreni agricoli. È attraversato da alcuni ponti in pietra. Nei pressi del villaggio Tripotamo, il fiume sfocia nel bacino idrico di Kremasta, costruito nel 1969, che viene drenato dal fiume Aspropotamo . Il bacino idrico di Kremasta è il più grande della Grecia.